# Macdona
Macdona est une census-designated place située dans le comté de Bexar, dans l’État du Texas, aux États-Unis. Sa population s’élevait à 559 habitants lors du recensement de 2010.